# Thomas Hefti
Thomas Hefti (Zurigo, 30 ottobre 1959) è un politico, avvocato e militare svizzero, presidente del Consiglio degli Stati del parlamento svizzero.

## Biografia

### Formazione e vita privata
Thomas Hefti è nato il 30 ottobre 1959 a Zurigo. 
È originario di Glarona Sud. Si è laureato nel 1978 a Glarona, poi ha studiato all'Università di Neuchâtel e lì ha conseguito la laurea in giurisprudenza nel 1984. Nel 1988 ha conseguito un dottorato con una tesi dal titolo: La protezione della proprietà straniera nel diritto pubblico internazionale. Nel 1992 ha anche conseguito un Master of Laws presso l'Università di Londra. Dal 1994 esercita la professione di avvocato nel cantone di Glarona. All'interno dell'esercito svizzero, ha il grado di capitano.
È sposato, ha un genero e vive a Schwanden.

### Attività politica
Nel 1998 è stato eletto nel consiglio comunale di Schwanden, diventandone vicepresidente. Tra luglio 2006 e dicembre 2010 è stato l'ultimo presidente del comune poi, da gennaio 2011 a marzo 2014, primo presidente del nuovo ente, il comune di Glarona Sud.
Nel 2008 è stato eletto al Gran Consiglio del Canton Glarona (Landrat) e nel 2014 è succeduto al defunto Pankraz Freitag nel Consiglio degli Stati. Fa parte dei comitati per l'economia e le royalties, gli affari legali e la finanza. È stato rieletto l'8 novembre 2015 e il 20 ottobre 2019.
Il 29 novembre 2021 è succeduto ad Alex Kuprecht come Presidente del Consiglio degli Stati. È stato eletto all'unanimità dopo aver servito come primo vicepresidente e secondo vicepresidente negli anni precedenti.